# A2 Ethniki 2006-2007
L'A2 Ethniki 2006-2007 è stata la 46ª edizione della seconda divisione greca di pallacanestro maschile. La 21ª edizione con il nome di A2.

## Classifica finale
| #  | Teams              | P  | V  | P  | PF   | PS   | Pt | Qualificate |
| -- | ------------------ | -- | -- | -- | ---- | ---- | -- | ----------- |
| 1  | Sporting Atene     | 30 | 24 | 6  | 2294 | 2132 | 54 | Promozione  |
| 2  | Kolossos Rodi      | 30 | 20 | 10 | 2275 | 2142 | 50 | Promozione  |
| 3  | AGO Rethymno       | 30 | 19 | 11 | 2345 | 2246 | 49 |             |
| 4  | MENT BC            | 30 | 16 | 14 | 2201 | 2201 | 46 |             |
| 5  | A.G.E. Calcide     | 30 | 16 | 14 | 2241 | 2250 | 46 |             |
| 6  | Īraklīs Salonicco  | 30 | 15 | 15 | 2077 | 2080 | 45 |             |
| 7  | ICBS Salonicco BC  | 30 | 15 | 15 | 2212 | 2200 | 45 |             |
| 8  | AS Trikala 2000 BC | 30 | 15 | 15 | 2168 | 2184 | 45 |             |
| 9  | Xanthi BC          | 30 | 14 | 16 | 2368 | 2425 | 44 |             |
| 10 | Iōnikos Lamia      | 30 | 14 | 16 | 2230 | 2231 | 44 |             |
| 11 | A.O. Dafni         | 30 | 14 | 16 | 2374 | 2298 | 44 |             |
| 12 | Palaio Faliro      | 30 | 13 | 17 | 2050 | 2104 | 43 |             |
| 13 | Īlysiakos          | 30 | 13 | 17 | 2108 | 2161 | 43 |             |
| 14 | Doukas             | 30 | 13 | 17 | 2113 | 2143 | 43 | Retrocesse  |
| 15 | K.A.O. Dramas      | 30 | 10 | 20 | 2429 | 2514 | 40 | Retrocesse  |
| 16 | Milōn              | 30 | 9  | 21 | 2150 | 2324 | 39 | Retrocesse  |